# Lewis Morris
Lewis Morris (ur. 8 kwietnia 1726 w Morrisanii, zm. 22 stycznia 1798 tamże) – amerykański polityk, delegat Kongresu Kontynentalnego z Nowego Jorku, sygnatariusz Deklaracji niepodległości Stanów Zjednoczonych.

## Życiorys
Lewis Morris urodził się w miejscowości Morrisania, historycznej części południowego Bronxu (Nowy Jork). Pobierał nauki od prywatnych nauczycieli. W 1746 ukończył Yale. Zajmował się rolnictwem. Mianowany przez króla sędzią Sądu Admiralicji w 1760, zrezygnował w 1774. Był członkiem Kongresu Kontynentalnego w latach 1775–1777.